# Campeonato Panamericano de Béisbol Sub-14 de 1998
El Campeonato Panamericano de Béisbol Sub-14 de 1998 con categoría Juvenil A, se disputó en Estados Unidos del 23 de julio al 3 de agosto de 1998. El oro se lo llevó México por segunda vez.

## Equipos participantes
- Brasil
- Costa Rica
- Ecuador
- Estados Unidos
- Guatemala
- Honduras
- México
- Perú
- Venezuela

## Resultados
| Posición | Selección      |
| -------- | -------------- |
|          | México         |
|          | Estados Unidos |
|          | Venezuela      |
| 4°       | Brasil         |
| 5°       | Guatemala      |
| 6°       | Ecuador        |
| 7°       | Honduras       |
| 8°       | Perú           |
| 9°       | Costa Rica     |